# Manu le Malin
Pour les articles homonymes, voir Dauchez.
Manu le Malin est un producteur et disc jockey français de techno hardcore. Également connu sous les noms de DJ Outlaw et The Driver (lors de mixsets techno), et membre des groupes Palindrome et Manga Corps, il est l'un des principaux représentants de la scène hardcore internationale, dont la sonorité est, d'une certaine manière, axée de l'IDM. Son pseudo est inspiré du film Les Frères Pétard. Il fonde avec Torgull le label discographique Bloc 46 au début des années 1990.

## Biographie
Emmanuel Dauchez, né le 16 octobre 1970, découvre la musique électronique en 1991, lors d'une rave party présentée par des membres du label Planet Core Productions. Dans une interview il déclare avoir choisi le nom de scène Manu le Malin pour sa première représentation professionnelle au Tribal no limit « dans un des halls du Bourget » (Parc des expositions de Paris-Le Bourget) le 7 novembre 1992. Il commence initialement par mixer des musiques orientées trance et techno (plus précisément trancecore) au début des années 1990, avant de se focaliser principalement sur le genre émergeant à cette époque, le hardcore. Il bâtit sa réputation d'abord dans les secondes parties de soirée (afters) des premières raves parisiennes,, entre autres en jouant au pont de Tolbiac, alors qu'un after y était organisé tous les dimanches matin. Son style sombre est inspiré en partie des travaux de l'artiste suisse H.R. Giger,, créateur du monstre Alien, ainsi que du mouvement artistique mêlant l'organique à la mécanique qu'il nomme biomécanique ; Manu le Malin tourne d'ailleurs un DVD intitulé Biomechanik en Suisse et se tatoue la moitié du corps dans ce style. Présent depuis de nombreuses années en tant que disc-jockey lors de soirées, raves, festivals, il commence véritablement à composer en 2002 et sort son premier opus à titre d'auteur, Fighting Spirit, orienté d'un style hardcore consistant en un amalgame de sonorités industrielles diverses s'éloignant du hardcore à proprement parler.
En 2000, Manu le Malin participe au projet techno-symphonique Hier, Aujourd'hui, Demain, en collaboration avec Torgull et le compositeur René Koering, un collectif formé à Montpellier ; ce projet allie les instruments d'un orchestre classique avec la sonorisation, très souvent hardcore, jouée en direct par Manu le Malin et Torgull. Le concert a lieu à plusieurs reprises avec l'Orchestre Philharmonique de Montpellier. En 2001, il procède au projet 13 Core, qui consiste en une série de trois compilations à bas prix (10 euros au moment de la sortie) avec des morceaux de hardcore choisi par ses soins. Seuls les deux premières verront le jour[réf. nécessaire]. En 2002, après dix ans d'activité en tant que disc-jockey, il sort son premier album en format double CD. Quelques coproductions sont effectuées, notamment avec Lenny Dee, Dee Nasty, et son compère de toujours Torgull. Il sort par la suite en 2005 l'album Biomechanik III: The Final Chapter,, concluant ainsi une trilogie débutée en 1997.
Manu le Malin participe également à l'album de Micropoint, Anesthésie International, en scratchant sur le morceau Alien Bitch. Un documentaire produit par Sourdoreille Production retrace la vie, l'œuvre de Manu Le Malin. Il est disponible intégralement sur YouTube.
En 2017, le film documentaire Sous le donjon à propos du DJ français est réalisé par Sourdoreille. En découle le premier EP de W.LV.S, collaboration entre Manu Le Malin et Electric Rescue avec le morceau "Misericordia".
Manu le Malin apparaît dans le film Barbara, elle et nous sorti le 9 novembre 2019 et réalisé par Didier Varrod, Nicolas Maupied et Virginie Parrot. Un documentaire où l’on peut voir Manu le Malin reprendre Barbara avec des textures techno,.

## Discographie
- 1996 : Hardcore volume 2 (Fairway Records)
- 1997 : Biomechanik
- 1999 : Biomechanik 2
- 2001 : Astropolis Mix
- 2002 : Fighting Spirit
- 2003 : Rions noir (avec le groupe Palindrome)
- 2005 : Biomechanik 3, The Final Chapter
- 2007 : On the Way Home, florilège des 15 dernières années

## 46 Records
46 Records est un label de techno hardcore créé par Manu Le Malin en 2005, suite à l’arrêt du label Bloc 46 quelques mois précédemment.

### Catalogue partiel
- 46 Records 001 (Aphasia / Torgull / Manu Le Malin)
- Biomechanik III Part 1
- Biomechanik III Part 2
- The DJ Producer - The Doomsday Mechaniks (Part 1)
- The DJ Producer - The Doomsday Mechaniks (Part 2)
- The DJ Producer - The Doomsday Mechaniks (CD)

En 2025 il fonde un nouveau label MKNK.

### Filmographie
- [vidéo] Sous le donjon de Manu le Malin, de Mario  Raulin, de Sourdoreille Production, 2016 [présentation en ligne] : docu-fiction sur la participation de Manu le Malin au festival Astropolis au Château de Keriolet ; présentation sur le site Ulule consultée le 30 janvier 2017  ; [vidéo] « Visionner la vidéo », sur YouTube.